# El Día
El Día va ser un diari editat a Palma entre el maig de 1921 i el juliol de 1939. El diari era propietat de Joan March i Ordinas. En foren directors Joan Estelrich i Artigues (1921-22), Joaquim Domènech i Coll (1922-27) i Nicolau Brondo Rotten (1927-39).
El diari va sortir amb la intenció de modernitzar el periodisme mallorquí. La posició política de Joan March, aleshores enfrontat als conservadors, va fer possible un diari obert a persones regionalistes liberals, progressistes en generals i a l'avantguarda artística i intel·lectual.
Mantingué una postura crítica davant la Dictadura de Primo de Rivera i patí dues suspensions. Publicà articles de liberals, republicans i socialistes: Josep Pla, Marcel·lí Domingo, Indalecio Prieto, Luis Araquistáin. Entre 1925 i 1936 dedicà una plana a l'edició dels diumenges a les avantguardes artístico-literàries, coordinada per Miquel Àngel Colomar. A mesura que Joan March es va anar enfrontant a la República el diari va tombar cap a posicions antirepublicanes i molt conservadores, amb articles de Miquel Villalonga, Concha Espìna i Ernesto Giménez Caballero.
Hi col·laboraren Gabriel Alomar, Miquel Ferrà, Llorenç Riber, Llorenç Villalonga, Ernest M. Dethorey, Jacob Sureda i Bartomeu Rosselló-Pòrcel.
Després de la Guerra Civil es va fusionar amb el periòdic Falange i sortí amb el nom de Baleares.